# Bothrops taeniatus
Bothrops taeniatus (Synonym: Bothriopsis taeniata), gelegentlich als Castelnauds Lanzenotter bezeichnet, ist eine Vipernart aus der Unterfamilie der Grubenottern und zählt zur Gattung der Amerikanischen Lanzenottern (Bothrops).

## Merkmale
Bothrops taeniatus erreicht eine Gesamtlänge von circa 90 cm, maximal 150 cm. Der Körper ist schlank, aber kräftig gebaut. Der Schwanz ist als Greifschwanz ausgeprägt. Der Kopf ist länglich, keilförmig, bei Aufsicht dreieckig geformt und deutlich vom Hals abgesetzt. Der Canthus rostralis ist scharf abgegrenzt. Das Auge besitzt eine bei Lichteinfall vertikal geschlitzte Pupille. Die Grundfärbung des Körpers ist grünlich, olivgrün oder gelblich. Entlang des Rückens zeichnen sich 27 bis 28 dunkelbraune, rechteckige Flecken ab. Diese alternieren mit Flecken der Körperseiten. Über den Rücken kann sich ein helles Band ziehen. Kopfoberseits zeigen sich dunkle Flecken. Hinter dem Auge ist ein dunkles Schläfenband erkenntlich. Der Giftapparat besteht aus seitlich des Schädels befindlichen Giftdrüsen (spezialisierte Speicheldrüsen) und im vorderen Oberkiefer befindlichen, beweglichen Fangzähnen (solenoglyphe Zahnstellung).

### Pholidose
Die Pholidose (Beschuppung) zeigt folgende Merkmale:
- 6 bis 8 Oberlippenschilde (Supralabialia),
- 9 bis 12 Unterlippenschilde (Scuta sublabialia),
- Scuta ocularia:
  - 2 Vorderaugenschilder (Scuta präocularia),
  - 3 Hinteraugenschilder (Scuta postocularia),
- 25 bis 29 Reihen gekielte Rumpfschuppen (Scuta dorsalia),
- 238 (Weibchen) bis 243 (Männchen) Bauchschilde (Scuta ventralia),
- 80 (Weibchen) bis 81 (Männchen) Unterschwanzschilde (Scuta subcaudalia) und
- 1 ungeteiltes Analschild (Scutum anale).

## Systematik
Die Erstbeschreibung von Bothrops taeniatus erfolgte im Jahr 1824 durch den deutschen Herpetologen Johann Georg Wagler. Die Art wurde lange, und wird teils auch aktuell (Stand: 2018) noch, als Bothriopsis taeniata der Gattung Bothriopsis zugeordnet. Die exakte Systematik bzw. Kladistik der Gattungen Bothrops und Bothriopsis ist Gegenstand der Forschung und nicht abschließend geklärt. Somit ist der Status von Bothrops taeniatus ebenfalls relativ unsicher.
Starace (1998), Claessen (2006), Carrasco et al. (2012) und Natera-Mumaw et al. (2015) ordnen die Art der Gattung Bothrops zu. Campbell & Touré (1999) hingegen führen sie als Bothriopsis taeniata. Auch Fenwick et al. (2009) und Wallach et al. (2014) listeten die Art im Rahmen einer Aufspaltung der Gattung Bothrops, unter anderem auf Basis molekularbiologischer Untersuchungen, als Bothriopsis taeniata.
Weitere nennenswerte Synonyme sind:
- Bothrops castelnaudi Duméril, Bibron & Duméril 1854
- Bothrops lichenosa Roze 1958

### Unterarten
Es werden zwei Unterarten aufgeführt:
- Bothrops taeniatus taeniatus Wagler 1824
- Bothrops taeniatus lichenosus (Roze 1958)

## Verbreitung
Das Verbreitungsgebiet umfasst innerhalb Südamerikas Areale in Brasilien (Amazonas, Rondônia, Mato Grosso, Goiás, Roraima, Maranhão, Pará, Acre und weitere), Kolumbien, Ecuador, Peru, Bolivien, Französisch-Guyana, Guyana und Venezuela. Die besiedelten Biotope werden von feucht-tropischen Wäldern, Tiefland-Regenwald und vorgebirgigen Regenwäldern dargestellt. Teils ist sie in Höhen bis 2.000 Meter anzutreffen. Beobachtungen der Art erfolgen nicht häufig.

## Lebensweise
Bothrops taeniatus führt eine kletternde und weitgehend nachtaktive Lebensweise. Sie wird beispielsweise auf dem Waldboden, im Geäst von Büschen und in hohlen Baumstämmen gefunden. Zum Beutespektrum zählen Froschlurche, kleine Vögel und Säugetiere und Echsen. Die Fortpflanzung erfolgt durch Ovoviviparie, also ei-lebendgebärend.

## Schlangengift
Das Giftsekret von Bothrops taeniatus enthält unter anderem Fibrinogenasen und systemisch wirksame Myotoxine. Weiterhin sind möglicherweise Cytotoxine und Hämorrhagine (blutgefäßschädigende Metalloproteasen) enthalten. Als signifikante Symptome einer Intoxikation nach Giftbiss durch Bothrops taeniatus sind lokale Schwellung, Blasenbildung, Nekrose, Koagulopathie und Blutungen nicht auszuschließen. Es stehen diverse Antivenine, etwa 'Polyvalent Antivenom' (Instituto Clodomiro Picado, Costa Rica) oder 'Soro antibotropico-laquetico' (Instituto Butantan, Brasilien), für eine Therapie zur Verfügung.
Der Giftbiss von Bothrops taeniatus wird als weniger gefährlich eingeschätzt als im Falle einiger verwandter Arten der Gattungen Bothrops und Bothriopsis. Eine rasche ärztliche Begutachtung ist dennoch angeraten, lebensgefährliche Komplikationen nach Giftbiss können nicht ausgeschlossen werden. Es kommt nur selten zu Zwischenfällen mit dem Menschen.